# Радмила Лазић
Радмила Лазић (Крушевац, 26. децембра 1949) српска је песникиња.

## Биографија
До своје једанаесте године живела је у различитим местима широм Србије, а од 1960. у Београду.
Основала је и уређивала часопис Про Фемина (часопис). Уређивала је библиотеку Femina у издавачком предузећу Просвета. Сада уређује библиотеку Претходнице у Народној књизи.
Ауторка је антологије савремене женске поезије, Мачке не иду у рај, у којој је избор из сопствене поезије направила лично. Овакав избор поезије мотивисан је потребом антологичарског ега за примером неофеминистичке праксе, која своју поетику заснива на свесном уписивању женског искуства у текст, без страха да ће оно угрозити песнички идентитет и индивидуалитет (коментар приређивача антологије).
Добитница је многобројних важних песничких награда. За збирку песама Подела улога добила је награду Милан Ракић, а њена тринаеста збирка, Зимогрозница, овенчана је наградом Васко Попа 2006. године.
Њена дела објављивана су на македонском (Метафизика на самракот, у преводу Бранка Цветковског, 2001. године) и енглеском (A Wake for the Living, у преводу Чарлса Симића, 2003. године). Изабране песме, под називом Срце међ' зубима, изашле су 2005. године у Норвешкој.
Поред књига поезије, објавила је и књигу есеја, књигу антиратне преписке, Вјетар иде на југ и обрће се на сјевер, заједно са Биљаном Јовановић, Радом Ивековић и Марушом Кресе. Oва књига је сведочанство женског пријатељства и мотивације за другачији, мировни и антиратни дискурс у годинама распада Југославије.
Радмила Лазић била је важна фигура у антиратном и мировном покрету почетком деведесетих година. Будући да је из феминистичких кругова потекао велики број активисткиња које су и пре почетка оружаних сукоба организовале протесте, писале петиције и депеше против рата, ангажман Радмиле Лазић је у том смислу очекиван. Једна је од оснивачица Цивилног покрета отпора, и потписница Декларације исте организације. Учествовала је на готово свим великим протестима: Црном флору, Последњем звону, традиционалном паљењу свећа.
Отворила је 57. Београдски сајам књига 21. октобра 2012. године.

## Одабране награде
- Награда „Милан Ракић”
- Награда „Десанка Максимовић”
- Награда „Васко Попа”
- Дисова награда

## Одабрана дела
- То је то, 1974.
- Право стање ствари, 1978.
- Подела улога, 1981.
- Ноћни разговори, 1986.
- Историја меланхолије, 1993.
- Вјетар иде на југ и обрће се на сјевер, 1994.
- Приче и друге песме, 1998.
- Мачке не иду у рај, 1999.
- Зимогрозница'2005'
- Из анамнезе2000
- Дороти Паркер блуз, 2003.
- In vivo, 2007.